# Katja Lange-Müller

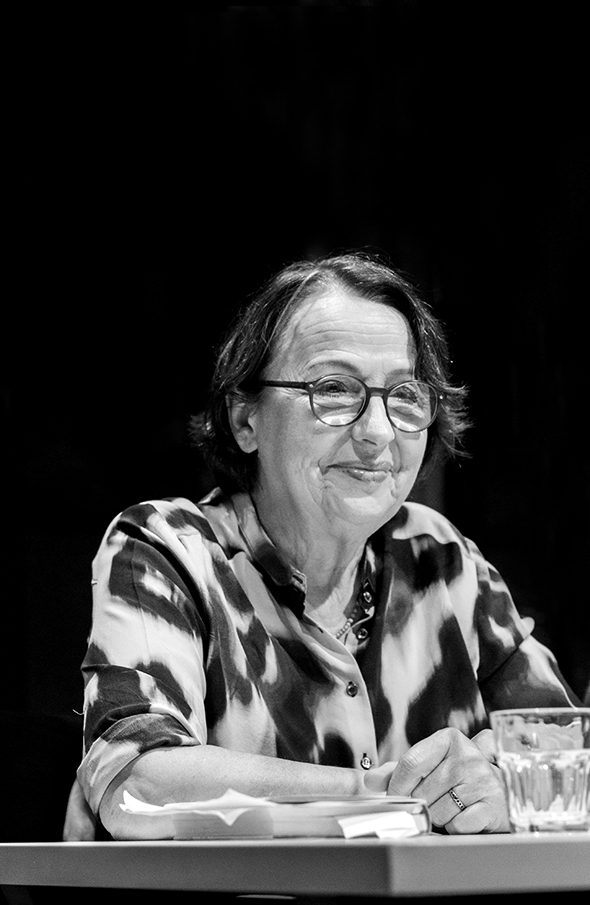
Katja Lange-Müller am 6. September 2016 im Literaturhaus Köln

Katja Lange-Müller (* 13. Februar 1951 in Berlin-Lichtenberg) ist eine deutsche Schriftstellerin.

## Leben
Katja Lange-Müller ist die Tochter von Inge Lange (1927–2013), die eine führende Politikerin in der DDR war. Nachdem sie mit 16 Jahren wegen „unsozialistischen Verhaltens“ von der Schule verwiesen worden war, machte sie eine Lehre als Schriftsetzerin und arbeitete anschließend als Bildredakteurin bei der Berliner Zeitung. Nach einer einjährigen Tätigkeit als Requisiteurin beim DDR-Fernsehen war sie mehrere Jahre Hilfsschwester auf geschlossenen psychiatrischen Stationen der Berliner Charité und des Krankenhauses für Neurologie und Psychiatrie Berlin-Herzberge.
Ab 1979 studierte sie am Literaturinstitut „Johannes R. Becher“ in Leipzig. Ihr Mann Wolfgang Müller hatte ohne ihr Zutun Bewerbungsunterlagen für sie eingereicht. 1982 folgten ein einjähriger Studienaufenthalt in der Mongolei und Arbeit in der „Teppichfabrik Wilhelm Pieck“ in Ulan-Bator. Nach der Rückkehr in die DDR war sie 1983 Lektorin im Altberliner Verlag. 1984 reiste sie aus der DDR nach West-Berlin aus.
Lange-Müller ist seit 2000 Mitglied der Deutschen Akademie für Sprache und Dichtung in Darmstadt, seit 2002 der Akademie der Künste (Berlin). Sie war Mitglied des PEN Zentrum Deutschland, ehe sie aus Protest gegen die Umstände der Vereinigung mit dem ostdeutschen PEN-Zentrum gemeinsam mit Ingrid Bachér, Marcel Reich-Ranicki u. a. austrat. Im Juni 2022 war Lange-Müller Mitgründerin des PEN Berlin.
Sie war kurzzeitig mit dem Schriftsteller Wolfgang Müller (1941–2013), dem jüngeren Bruder des Schriftstellers Heiner Müller, verheiratet.
Katja Lange-Müller lebt in Berlin und in der Schweiz.

### Politisches Engagement
Im April 2022 unterzeichnete Lange-Müller den von Alice Schwarzer initiierten „Offenen Brief an Kanzler Olaf Scholz“, der sich aus Sorge vor einem Weltkrieg als Folge des Russischen Überfalls auf die Ukraine 2022 unter anderem gegen die Lieferung schwerer Waffen an die Ukraine ausspricht. Doch nach einer Reise nach Estland bezeichnete sie ihre Unterschrift als Fehler, da die Unterzeichner des Offenen Briefs „die grund- und schuldlos Angegriffenen, nämlich die Ukraine, quasi zur Kapitulation auffordern“. Sie kritisierte, dass die Unterzeichner sich als „die moralisch Überlegenen, die Vernünftigen, die Friedliebenden“ gäben.

## Literarisches Werk
Lange-Müllers Werk besteht aus Erzählungen und Romanen, in die auch Erfahrungen aus ihrem bewegten Leben einfließen. Obwohl es sich dabei oft um Geschichten über gesellschaftliche Außenseiter und Versager handelt, wird immer wieder die komische und groteske Seite von deren Schicksalen betont. Auch in der Auseinandersetzung mit der deutschen Teilung und den Zuständen in der DDR macht sich Lange-Müllers ausgeprägt satirische Ader bemerkbar.

„In ihren Werken nutze sie Komik als eine ‚Art Notwehr‘, so Lange-Müller. ‚Wenn ein großer Dicker einem kleinen schwächlichen Dünnen bedrohlich nahe kommt und ihm auf die Schnauze hauen will, hat der kleine Dünne nur eine Chance: Er muss den großen Dicken zum Lachen bringen. Dann haut er ihn nicht mehr.‘“

Der Roman Unser Ole (2024) erzählt die Geschichte der 76-jährigen Ida, die sich von Männern aushalten ließ, aber im Alter mittellos geworden ist, doch gelegentlich arbeitet sie als Seniorenmodel. Sie zieht in eine WG mit der Witwe Elvira, die ihren geistig zurückgebliebenen Enkel Ole betreut, und gerät in eine Konstellation aus Abhängigkeiten. Die Machtverhältnisse in dieser Gemeinschaft verschieben sich, als Elvira stirbt und der Verdacht auf Ole fällt. Manuela, Oles Mutter, interessiert sich hauptsächlich für das Erbe und schikaniert Ida, während Ole sich als einziger aus den Abhängigkeiten befreit. Der Roman strebt einen psychologisch fundierten Realismus und einen genauen, nicht wertenden Erzählton an.

## Werke

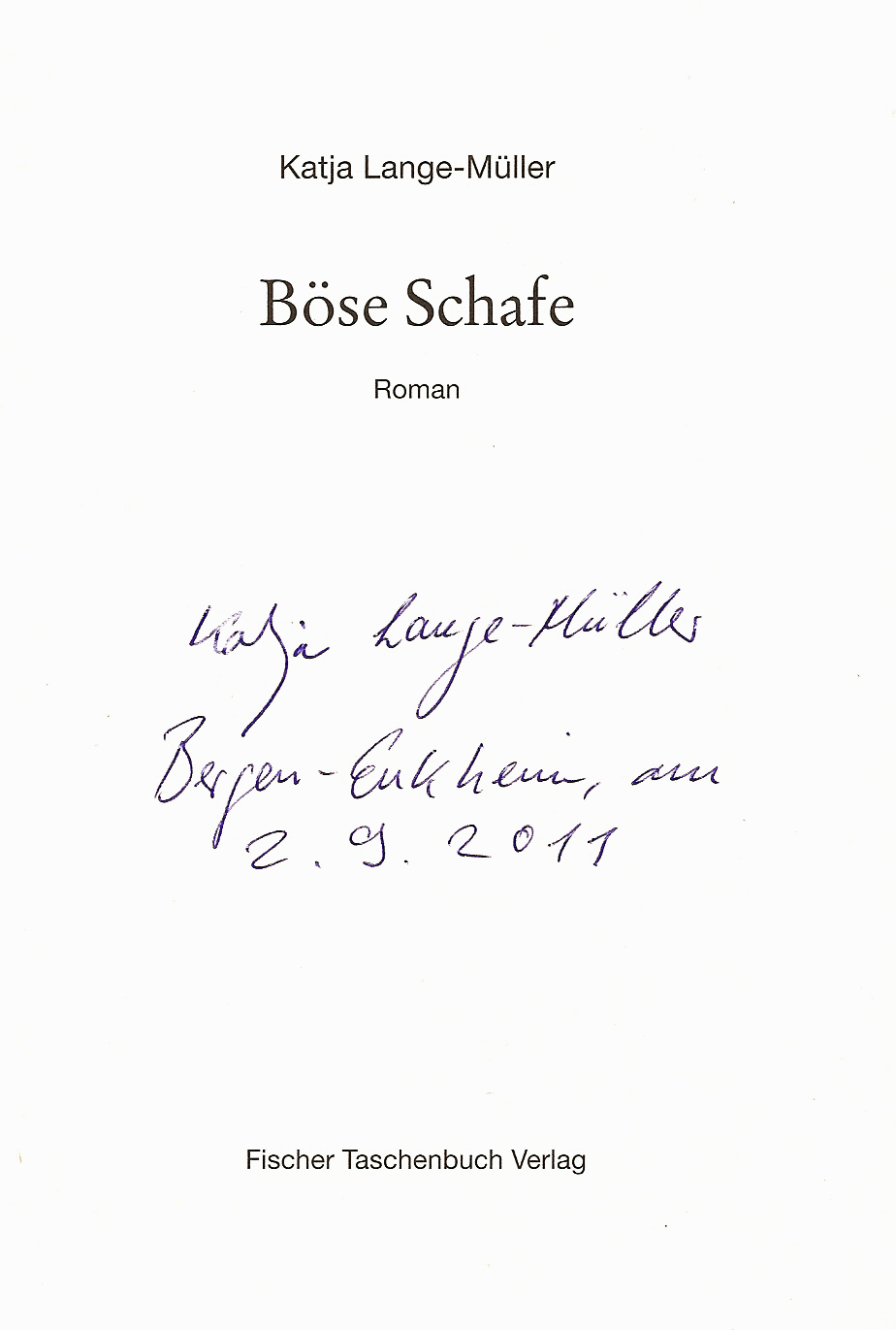
Autograph von Lange-Müller

- Wehleid – wie im Leben: Erzählungen. Fischer Taschenbuch Verlag, Frankfurt am Main 1986, ISBN 3-596-22347-4.
- Kasper Mauser – die Freiheit vorm Freund. Kiepenheuer & Witsch, Köln 1988, ISBN 3-462-01895-7.
- Verfrühte Tierliebe. Kiepenheuer & Witsch, Köln 1995, ISBN 3-462-02445-0.
- Die Letzten: Aufzeichnungen aus Udo Posbichs Druckerei. Kiepenheuer & Witsch, Köln 2000, ISBN 3-462-02929-0.
- Preußens letzte Pioniere. Kurt-Tucholsky-Gedenkstätte Schloss Rheinsberg, Rheinsberg 2001.
- Biotopische Zustände: von Fauna und Flora in der Stadt. Berliner Handpresse, Berlin 2001.
- mit Hans Scheib und Volker Henze: Stille Post. Ed. Rothes Haus, Schwetzingen 2001, ISBN 3-933495-05-9.
- mit Jonas Maron und Monika Maron: Was weiß die Katze vom Sonntag? Fotografien. Nicolai, Berlin 2002, ISBN 3-87584-193-X.
- mit Ingrid Jörg: Der süße Käfer und der saure Käfer. Berliner Handpresse, Berlin 2002.
- Die Enten, die Frauen und die Wahrheit: Erzählungen und Miniaturen. Kiepenheuer & Witsch, Köln 2003, ISBN 3-462-03215-1.
- Der Nicaraguanische Hund. Berliner Handpresse, Berlin 2003, DNB 968893236.
- Stabile Seitenlage: Zwei Erzählungen. Keicher, Warmbronn 2005, ISBN 3-938743-01-8.
- Die Grube ruft. Berliner Handpresse, Berlin 2005.
- Böse Schafe. Kiepenheuer & Witsch, Köln 2007, ISBN 978-3-462-03914-6.
- mit Patrick Braatz und Verena Kämpf: Werkstattgespräch mit Katja Lange-Müller: Klimmzüge am Rand des eigenen Horizonts. Frühwerk-Verlag, Oldenburg 2008, ISBN 978-3-941295-03-2.
- Kateryna Stetsevych (Hrsg.): Verschiedene Wörter. In Lost Words – Lost Worlds: eine europäische Sprachreise. Edition fotoTAPETA, Berlin 2013, ISBN 978-3-940524-20-1.
- Drehtür. Kiepenheuer & Witsch, Köln 2016, ISBN 978-3-462-04934-3.
- mit Dea Loher: Pause, Schweigen, Stille: Laudatio. Akademie der Wissenschaft und der Literatur, Mainz 2018, ISBN 978-3-9818662-2-3.
- Das Problem als Katalysator: Frankfurter Poetikvorlesungen. Kiepenheuer & Witsch, Köln 2018, ISBN 978-3-462-05090-5.
- Unser Ole. Kiepenheuer & Witsch, Köln 2024, ISBN 978-3-462-05017-2.

Herausgeberschaft
- Bahnhof Berlin: Erzählungen, Berichte, Reden, Briefe und Gedichte; fünfunddreißig Autorinnen und Autoren erzählen von ihrem Berlin. Deutscher Taschenbuch Verlag, München 1997, ISBN 3-423-08392-1.
- Vom Fisch bespuckt: Neue Erzählungen von 37 deutschsprachigen Autorinnen und Autoren. Kiepenheuer & Witsch, Köln 2002, ISBN 3-462-03073-6.
- Günter Grass: Du. Ja Du. Liebesgedichte. Steidl Verlag, Göttingen 2018, ISBN 978-3-95829-520-9.[8]

## Auszeichnungen
- 1986 Ingeborg-Bachmann-Preis
- 1989/1990 Stadtschreiberin von Bergen-Enkheim
- 1995 Alfred-Döblin-Preis
- 1996 Berliner Literaturpreis
- 1997 Stadtschreiber-Stipendium in Minden
- 2001 Preis der SWR-Bestenliste; Stadtschreiberin zu Rheinsberg
- 2002 Mainzer Stadtschreiber; Roswitha-Preis
- 2005 Kasseler Literaturpreis für grotesken Humor
- 2007 Finalistin beim Deutschen Buchpreis mit Böse Schafe
- 2007 Kunstpreis Literatur der Land Brandenburg Lotto GmbH[9]
- 2008 Preis der LiteraTour Nord
- 2008 Gerty-Spies-Literaturpreis
- 2008 Wilhelm-Raabe-Literaturpreis
- 2009 Calwer Hermann-Hesse-Stipendium
- 2012 Villa Massimo-Stipendium in Rom[10]
- 2013 Kleist-Preis[11]
- 2016 Frankfurter Poetik-Dozentur
- 2017 Günter-Grass-Preis[12]
- 2025 Thomas-Mann-Preis[13]